# Jorge Cadaval
Jorge Alejandro Cadaval Pérez (Sevilla, 8 de outubro de 1960) é um humorista espanhol, membro da dupla Los Morancos.

## Biografia

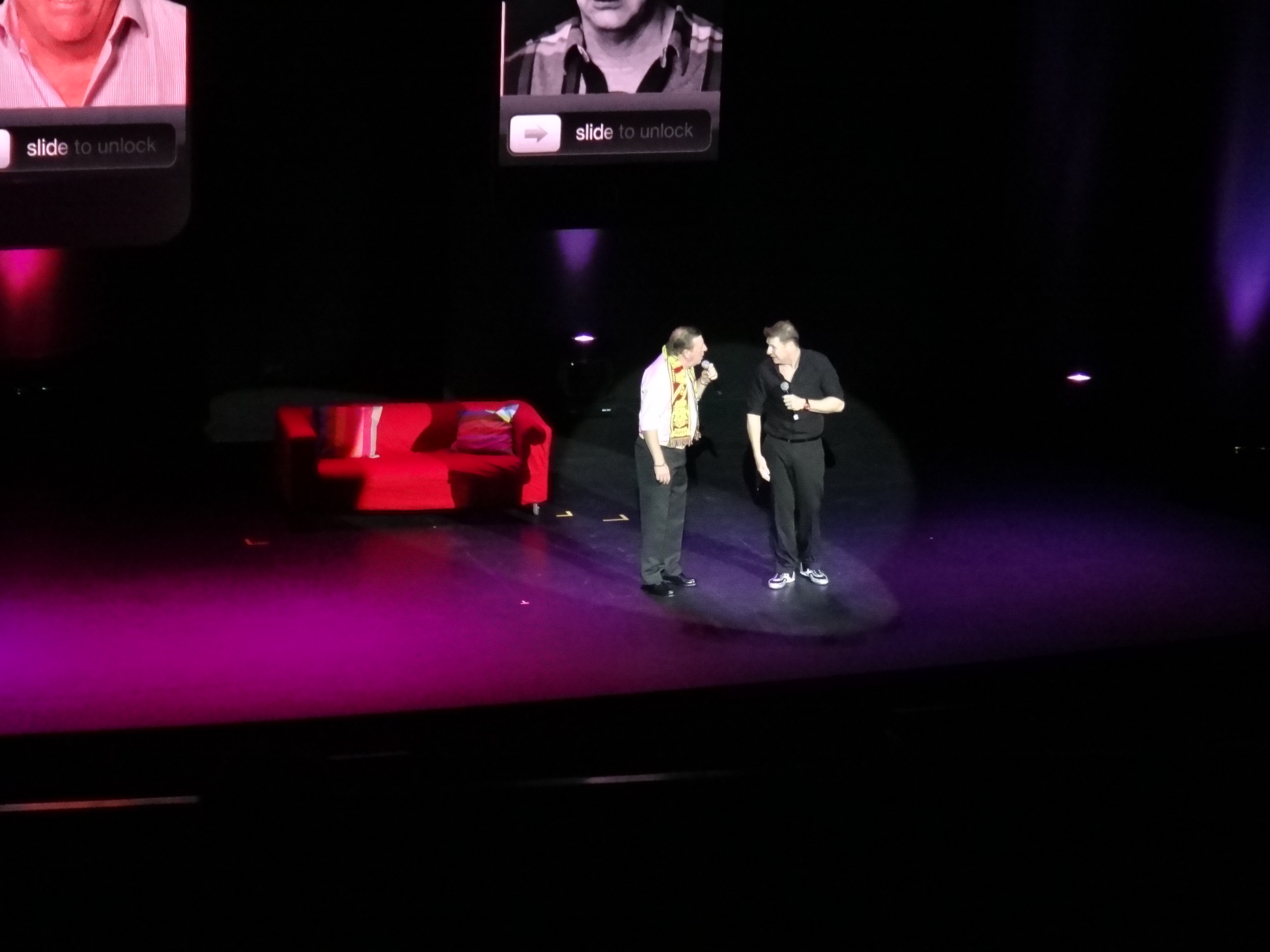
Atuação de «Antonia»

Filho de Juan Cadaval López (representante nas excursões de Antonio Machín) e de sua esposa, María Pérez Montané (falecida em 16 de janeiro de 2015 aos 83 anos). Jorge Cadaval tem três irmãos vivos, César, Juan e Maite, e outros dois que já faleceram, Diego em 2011 e Carlos em 2017.
Sua carreira artística está vinculada à de seu irmão César, desde que decidiram formar a dupla humorística Los Morancos. Depois de percorrer os povos de Andaluzia, atingiram a popularidade através da televisão desde meados dos anos oitenta. Suas paródias tiveram uma repercussão especial, no qual pretendiam refletir - desde uma visão humorística - uma realidade social das classes mais desfavorecidas de sua comunidade natal, Andaluzia. As personagens interpretadas por Cadaval tais como a exagerada solteirona Antonia ou Belém Esteban, junto a outras que foram recriadas por seu irmão César, se tornaram especialmente populares.
Eles começaram realizando atuações populares por toda Andaluzia. Aparecem pela primeira vez na televisão, no programa "Um, dois, três...", em 17 de fevereiro de 1984, dedicado à "As revistas do coração", como personagens secundários num esquete protagonizado por Analía Gadé e Forges, sem aparecer nos créditos. Seu definitivo salto à fama não se produziu até uns meses mais tarde, na festa de gala de Nochevieja de TVE, Viva 85, onde faziam uma paródia de flamenco em inglês que lhes serviu de impulso nacional.
Tornaram-se presença permanente no concurso televisivo "Um, dois, três... responda outra vez" no ano de 1985. Às suas caricaturas de personagens famosas (dos quais têm um amplo repertório), se juntam aquelas de sua própria autoria e que se tornaram famosas em pouco tempo.
Em 1989 e 1990 passaram pelo programa de entretenimento "Mas... isto que é?" onde participaram como humoristas parodiando a personagens famosas com uma duração de 10 a 15 minutos aproximadamente.
Em 1992 aventuraram-se no cinema e produziram o filme Sevilla Connection turvina's onde participaram também como roteiristas.
Em 1993 assinaram um contrato com a Televisão Espanhola (TVE) para realizar alguns programas e especiais que sempre têm tido grande sucesso de audiência.
Suas atuações em teatros também são numerosas. Nas festas de Natal entre os anos 1999 e 2000 realizaram várias apresentações no Teatro Imperial de Sevilla, lotando o auditório em sua capacidade total.
Também realizaram em seus próprios programas entrevistas a personagens famosas (alguns já imitados por eles). Atuaram junto com Cristina ("três cabeças" ou "tresi" ou "Tresca") passando por todas as emissoras de televisão, tanto as nacionais como as regionais daEspanha.
Além disso tudo, acrescenta-se sua colaboração em programas de rádio como Protagonistas, de Luis del Olmo, em cujo programa imitavam frequentemente o apresentador. Neste programa também parodiavam a seus mais famosos personagens, Antonia e Omaíta, mas mal tiveram um sucesso reconhecido.
A paródia de Antonia e Omaíta culminou na estréia da série A Volta de Omaíta na Televisão Espanhola, onde estrearam novas personagens dirigidas ao público infantil como Kiki (Santiago dos Reis), Juanillo (Nicolás López), e Saray (Azahara María Urbano).
Seus programas semanais sempre estiveram num horário nobre, se convertendo em apresentações familiares, repetitivas e cotidianas nas televisões da Espanha.
Sua versão da canção da banda moldava O-Zone "Dragostea din tei", à que chamaram "Marica tú" se tornou famosa em muitos países da América Latina, especialmente na Colômbia, México, Peru, Argentina, Porto Rico, Cuba e Chile. A letra vingativa e a melodia cativante "Festa, festa, e pluma, pluma gay" se tornou uma versão de uma espécie de hino gay internacional.
Em 2010 César Cadaval participa numa Chirigota no Carnaval de Cádiz chamada "Os Pre-paraos" chegando às semifinais.
Eles colaboram esporadicamente no programa de rádio Assim são as manhãs de Ernesto Sáenz de Buruaga.
Atualmente, é apresentado ¡Qué buen puntito! às quintas-feiras no Canal Sur TV. Em 2012, Los Morancos, foram convidados ao El Hormiguero 3.0.
Jorge Cadaval concorreu no programa Tu cara me suena e ficou em terceiro lugar como finalista pela sua imitação de Isabel Pantoja.
Em 30 de março de 2017 apareceu junto a seu irmão César Cadaval no programa de televisão El hormiguero.
No verão do 2017, incorpora-se como júri ao programa Me lo dices o me lo cantas apresentado por Jesús Vázquez nessa mesma corrente.
Em 2020, põe-se a frente do El paisanoencarregando-se da quarta temporada do exitoso formato de RTVE.
Em 2021, confirma-se que vai participar junto a seu irmão César Cadaval em Tu cara me suena, ficando em último lugar, e, em 2023, ambos concorreriam na oitava edição de MasterChef Celebrity.